# 死囚樂園
《死囚樂園 DEADMAN WONDERLAND》（日語：デッドマン・ワンダーランド；英語: DEADMAN WONDERLAND）是片岡人生、近藤一馬的作品。於《月刊少年Ace》（角川書店）2007年6月号開始連載。电视动画版于2011年4月16日開始播放。監督由初見浩一擔當。

## 故事簡介
東京大地震十年後，人們逐漸淡忘這場大災難所帶來的恐怖回憶，當時親身經歷這場災難的男主角「五十嵐丸太」，卻因當時的意外喪失記憶。現今的丸太與其他同學過著普通而平凡無奇的每一日，但這一切並未帶來永久的幸福，而是死亡的開始。某天，一名紅色男子「赤之男」突然現身學校，並將所有丸太的同班同學殺害，並置入一個紅色核心在丸太的體內。原本見到事實的丸太以為將被赤之男殺死，醒來卻躺在醫院得以倖存，但這活著卻徹底改變他的命運。被拯救後的丸太，表面雖在辨護律師「玉木常長」幫忙下，最後仍被莫名冠上莫須有的罪名予以起訴，最後的判決竟是處以「死刑」，被強迫送至民營化的監獄「DEADMAN WONDERLAND（死囚樂園）」。死囚樂園是以東京復興為目的，在日本建立唯一的民營化刑務所，表面上是為了各種囚犯而建立，並讓人觀光的樂園，但其實是個利用死囚互相廝殺，並藉此吸引大量金錢投資，把擁有特殊能力的死囚做為實驗的不祥之地。在這充滿絕望的「樂園」裡，丸太先與死囚樂園的看守長「真紀奈」見面，了解此樂園對各種刑犯的殘酷，絕望下，與青梅竹馬的神秘少女「白」再次相遇，並展開對抗死亡命運的戰鬥......

## 登場人物
劇中人物皆與死囚樂園有關（如囚犯或監獄幹部等），其中那些擁有能夠操控血液「罪之枝」能力的囚犯，都會以鳥類名稱作為他們的代號。

### 主角
五十嵐 丸太（聲：朴璐美）
男主角，14歲，編號5580，代號「WOODPECKER・啄木鳥」，罪之枝為「丸太彈」，「強勁彈」。班上的同學全體被紅色男子「赤之男」殺害，又因玉木常長的陰謀陷阱，被判其死刑，冤獄至死囚樂園。被赤之男置入紅色結晶後，於救小白時打開了『罪之枝』的力量，能力可將血液凝結成子彈射出去，被千地取名為「丸太彈」，但使用太多會貧血，甚至死亡。據醫生所言，他是機械蠕蟲數量最多的能力者，最大火力足夠炸毀牆壁或建築物。和小白是青梅竹馬，但後來逼迫自己忘記了。
厭惡無謂的殘殺，也就是死屍祭，之後加入「自由之鎖」就為了遏止同樣的事再次發生。
現今和千地清正學習戰鬥技巧。似乎沒有鎖房門的習慣，兩次被助川闖入，也缺少敲門的習慣，誤闖正在換衣服的水名月的房間。
在水名月與羊再度重逢時，正好是在與水名月進行死屍祭，最後在千地的激勵下，對水名月說出不斷說謊與傷害別人只會讓自己更加痛苦的話語，並以頭槌擊暈水名月作為最後一擊結束比賽，事後讓水名月再度開始相信他人，願意與羊相認，並把丸太當作第一個朋友。
與守墓者的一戰中，對凪說出還有現在的光芒可以守護加上唐子的項鍊聲，成功讓凪恢復正常。
使用全力時，會從右手開始出現血液紋路一直延伸至右臉頰，射出來的罪之枝由於威力過大，被視為是與「丸太彈」不同的特殊的罪之枝，但事實上就是「丸太彈」的極致強化，被千地取名為「強勁彈」，同時這也才是丸太胸前的紅色結晶的真正力量，也是「鵝媽媽系統」的鑰匙。
得知小白就是原罪與淺見的死亡後，幾乎精神崩潰，一度逃避現實。
玉木常長自殺後，DW瓦解，「死囚」得以全部重審，五十嵐丸太因為真紀奈的證詞得以無罪釋放，後為了親自消滅原罪，隨同昔日的G棟死囚和D.W獵兵特務隊，再次踏進剝切燐一郎的根據地。最終在和小白（原罪）交戰後，真正地理解對方的心意，在漫畫版尾聲恢復平靜的校園生活，填寫高中入學志願，受邀加入籃球社，並抵達醫院探視身受重傷的小白。在與「原罪」小白的最終決戰過後，胸前的紅色結晶碎裂，已無法再使用罪之枝。
小白（聲：花澤香菜）
謎樣般的少女，特徵是白色長髮，紅色雙眼，蒼白的肌膚（白化症），原本五十嵐空江打算生一個孩子拿來作人體實驗，但生下來之後於心不忍，而拿小白作為丸太的替代品。
個性天真，喜歡吃甜食。體能非常強大，能一腳踢破牆壁。對小時候的丸太記憶似乎歷歷在目。喜歡丸太，曾請教助川做料理（但做出來的東西又是另一回事）。由於長期接受殘酷的人體實驗的原故，患有解離性人格疾患（俗稱人格分裂），衍伸出名為「原罪」的裏人格。為了掩飾身上手術過的縫疤，故習慣穿著緊身衣行動。對「痛」是沒有感覺的，但自從與丸太再度重逢後，逐漸取回痛苦的情感。
再度遇見丸太後，個性變得比以前更成熟。
須依靠催眠裝置「鵝媽媽系統（Mother Goose）」維持正常的精神狀態。
「原罪」取代她的身體，並殺死丸太全班同學的方式出現在他面前。
目前在咲神斗都身邊，精神狀態維持在「原罪」，「小白」的人格進入沉睡。最終在「原罪」狀態和丸太交手的時候，動手摧毀大範圍的死囚樂園和地下研究所，恢復「小白」的人格，向丸太道出自己的心聲並重修舊好，並於事後被送至醫院接受治療。在漫畫版尾聲從昏迷狀態甦醒過來。在與丸太的最終決戰過後，「原罪」人格消失，已無法再使用罪之枝。
原罪（見捨てられた卵）
通稱紅色男子，殺死丸太全班的殺人魔。原為剝切燐一郎的下屬 五十嵐空江 為了研究提升人體免疫系統，於實驗期間創造出來的怪物。但由於其力量過於強大，因而引發了東京大地震，被玉木常長禁錮於研究所的深處，後來因為某些原因逃了出來。
無論是殺蟲劑、贗人，都對它無效，唯一有效的就是當初以「赤之男」植入丸太體內的紅色結晶。
真正的身份其實就是小白。「原罪」和「小白」是兩種人格共同使用一種身體的，當鵝媽媽系統停止之時（也就是搖籃曲終止），原罪就會出現，但現在的搖籃曲已經無法抵制原罪了。
知道原罪是小白的人只有五十嵐空江和剝切燐一郎等人，G棟死囚和D.W獵兵特務隊為了消滅原罪返回DW，才知道小白是原罪。最終由於小白和丸太在DW進行最終決戰，導致原罪人格從此消失。

### 死囚樂園

#### 幹部
剝切 燐一郎（聲：中博史）
全身上下都插管行動不便的老人。「DEADMAN WONDER LAND」的創辦人，同時也是所長。年輕時期則是留著長髮，配戴眼鏡的模樣。個性極端瘋狂，具備過人野心，但在發生東京大地震的時候，被原罪釋放的力量波及導致顏面嚴重受損。據玉木所言，「死屍祭」便是他的傑作。自己假裝什麼都不知道，如傀儡一般，被玉木常長任意利用，最後再跳出來給他一記回馬槍。
故意被小白殺死，頭顱被以為能任意妄為的玉木當保齡球玩，後來使用咲神斗都的身體出現，並對玉木說「你真是個稱職的小丑」，也學他之前玩頭顱的樣子玩了一遍給他看。
目前接收了整個樂園，表示「Show Must Go On」（表演秀必須繼續），為了幫小白把鵝媽媽搖籃曲整個關掉而努力嘗試著。
其實這個身體是透過記憶移植所產生的第二個替代品。最終伴隨著小白和丸太在D.W展開最終決戰，連同咲神的身體被活埋在倒塌的建築底下。
丸太的母親－五十嵐 空江的上司。
將
恩
剝切燐一郎的護衛，是一對雙胞胎，兩人的罪之枝為「LINK・連結」。
原本是自出生就是完全無法行動的身體，但在東京大地震過後，以罪之枝操控血液通過醫療監控機入侵網路，為了向世人表明他們的存在，事後成功被剝切燐一郎發現，自此之後把剝切燐一郎視作永遠的救命恩人，發誓一生效忠，最後替以咲神斗都的身體戰鬥的剝切燐一郎擋下千地的誓死一擊，連同千地的右手被咲神斗都大卸八塊。
玉木 常長（聲：諏訪部順一）
「DEADMAN WONDER LAND」的繼任所長。
「死屍祭」的幕後的主使者，同時進行了許多外界不知的非法活動。外冒看似和善，但本性非常邪惡。過去曾經是個沉迷於電腦遊戲的御宅族，在發生東京大地震後無視母親的求救，令母親失救身亡。後來無意間透過臨時避難營的電腦網路，找到引發人為地震的相關資料，轉而踏上研究罪之枝能力者的道路。
G棟的事洩漏之後，製造了「贗人」，令大眾誤解罪之枝能力者是危險人物。最大的目的是研究出最強的能力者，強到足以殺死原罪。似乎對丸太很感興趣。
事蹟敗露後，被真紀奈和用咲神斗都身體出現的剝切燐一郎逼到絕境，最後舉槍自盡。
真紀奈（聲：本田貴子）
「DEADMAN WONDER LAND」的看守長，女性，個性冷酷、直覺神準，特徵是側分的黑長髮，擁有傲人的G罩杯，配戴著金色的耳飾。對玉木常長反感，稱他老狐狸。
無時無刻都攜帶著軍刀，刀法也是一流的（曾經是自衛隊）。喜歡日本酒、紅酒及牛排。
辭職之後組織了DW特務獵兵隊，將原先的警隊制服，更換成輕便的短衣裝，武器是自由之鎖自製的軍刀（塗有殺蟲劑）。
雖然「獵狐」任務成功，但也從中了解到真正瘋狂的不是玉木，而是整座「DEADMAN WONDER LAND」。之後親自到法庭為丸太作證，令丸太無罪釋放。由於先前在抵抗「原罪」的時候，遭其重傷導致行動不便，暫時使用輪椅代步。為了消除原罪，陪同原G棟囚犯重新回到剝切燐一郎的根據地。在漫畫版尾聲已不需要使用輪椅，再度投身軍旅生涯，指導軍人作戰。
高島麗（聲：美名）
G棟醫護室的醫生，女性，同時負責執行戰敗者惋惜秀，有重度邪惡妄想。醫護室裡藏有很多禁藥。
協助玉木詭計的科學家，聽到慘叫聲會感到快樂的變態。
被剝切燐一郎當成餌被原罪殺死。

#### G棟死囚
千地 清正（聲：加藤将之）
「DEADMAN WONDER LAND」的死囚。男性。代號「QROW・烏鴉」，罪之枝為「CROW・烏鴉」。丸太在G棟第一個遇見的人。右眉上方紋著「DSMK」字樣的刺青（取自土門、新堂、桃井、菅的姓名首寫發音），留著刺蝟般尖短髮，習慣穿著深色風衣，身材結實的男子。為了方便隨時施展罪之枝的能力，故在雙手拇指配戴附有利刃的指環，藉著利刃劃傷自己的手，令鮮血滲出並發動罪之枝。在丸太正式成為G棟居民沒多久，與前者在死屍祭展開決戰但敗給對方，因而在戰敗者惋惜秀中失去了右眼，之後便開始配戴眼罩遮蔽失明的單眼。戰鬥能力非常強大。罪之枝名稱是「CROW・烏鴉」「烏鴉發招－虛空一閃」，能力是將出血的手臂上凝成巨大的鐮刀。
個性好戰，以前和興緒唐子一見面就會打起來，經常在對話裡加上「滋啪」兩個字。弱點是女人，尤其見到穿著幾近貼身或暴露的女性會格外緊張，有時還會做出「OO裝不是很糟糕嘛」的發言。酒品差，喝醉就會做出一些蠢事。
入獄前是個警官（職位是巡查），在東京大地震過後的期間，收到曉雷為首的不良組織下達的挑戰書，千地欲赴約挑戰對方，但被四名同僚擊暈安置在警局裡。當他趕到現場的時候，四名同僚已遭曉雷殘忍地殺害。遂委託刺青師將四名同僚的姓名縮寫紋在右眉上方，作為紀念亡友的方式。後來在協助丸太抵抗贗人甲部隊的時候，遇見已被改造成贗人的曉雷，與之展開對決並親自斬殺對方，為自己和同僚報仇雪恨。
之前已出獄在尋找工作，後來為了要消除原罪而又重新回到剝切燐一郎的根據地，後與咲神斗都展開決鬥，不敵對方的攻勢遭其重創。雖然經過唐子的急救順利撿回一命，但還是因此失去右臂。咲神落敗後，千地在漫畫版尾聲恢復平靜的生活（下顎開始蓄著些許鬍子），為了忘卻在死囚樂園期間發生的事情，已不再使用罪之枝並前往某處山谷攀岩，並且在想起丸太的時候露出欣慰的微笑。
鷹見 水名月（聲：野水伊織）
「DEADMAN WONDER LAND」的死囚，鷹見羊的妹妹，17歲。代號「HUMMINGBIRD・蜂鳥」。罪之枝名稱「WHIP WING・隱形之鞭」，令血液滲入毛髮形成鞭子，數量多甚至能變成繩索。
外表是個看似柔弱，配戴輕巧的耳飾，刺有舌洞，背後留有部分的傷疤，雙手常銬著鎖鏈手銬的美少女，然而進入戰鬥狀態的時候，就會露出囂張的一面。其實在東京大地震時被母親拋棄後便成為一個有嚴重暴力傾向的殺人犯，為了達到目的，甚至可將自己的哥哥當作擋箭牌。雖然後來個性比較收斂，但還是會不時口出穢言，甚至露出邪惡思想，被玉木評為「外表看似可愛，卻擁有滿口利牙」的對象。然而在得悉小白曾接受不人道的人體實驗時，亦忍不住為她的遭遇落下眼淚。據水名月表示，她在入獄前經常受到父親的虐待，但是羊為了保護她，甚至不惜對父親拳腳相向。為了讓羊誤解父親有不雅之舉 而故意設法裸身陷害親父，成功的讓剛回家的羊拿起美工刀準備攻擊父親，結果水名月卻在這時候發動了罪之枝的能力。待其回神時，父親已經躺在血泊之中。然而在和丸太的戰鬥期間，羊忽然出現在決戰現場，揭穿水名月當年無故殺害父親的真相。一度陷入苦戰的丸太則在千地的鼓勵與提示下，找到了致勝關鍵，並趁著對水名月訓話的時候，直接撞擊她的頭部使其不支倒地。事後丸太因為不願對她痛下殺手，甚至還當著觀眾的面前比中指，以表達自己的不滿。
在前幾次的戰敗者惋惜秀裡失去了胃跟腎臟，和丸太戰鬥後的惋惜秀因為劍峰凪的關係，吃角子老虎出現「頭髮」的器官，以哥哥羊與第一個朋友丸太為開始再度相信他人，稱哥哥羊做「戀妹情節的傢伙」。
喜歡甜食和種花，房間裡擺滿著親手栽培的花朵，似乎很喜歡小動物。發動能力的時候，則是藉著取下耳飾，令耳洞滲血，胸口也會出現六枚記號。
已離開DW，因身負殺害父親的罪刑，之前正於其他監獄服刑（頭髮亦稍微變長），後來為了要消除原罪而又重新回到剝切燐一郎的根據地。在漫畫版尾聲恢復平靜的生活後，為了成為獸醫而用功鑽研生物方面的知識。
搞笑助川
「DEADMAN WONDER LAND」的死囚。32歲，同性戀和女裝癖，喜歡穿著風格華麗花俏的性感衣裝，代號「PEACOCK・孔雀」，罪之枝為「PEACOCK PEAK・孔雀開屏」。喜歡稱呼自己為「本姑娘」，叫他的本名「助川優」的話會生氣，水名月經常稱他做「笨蛋人妖」。房間裡有廚房，擅長料理，略懂鋼琴。倘若沒有化妝會變得十分不自在。自稱D.W 最有品味的人。在丸太於首場死屍秀戰勝千地後，帶著其他G棟犯人到丸太房間親自拜訪對方，並主張丸太將獲勝的獎金拿來開慶祝宴會。其後於丸太和水名月的死屍秀決戰期間，和戶坂擔任解說員，並將丸太取勝的方式評為「沒有品味的贏法」。罪之枝名稱「孔雀開屏」，能力是將血液能結成猶如刺針般的結晶體攻擊對手，亦能用於阻撓對手的去路。
入獄前是某家公司的員工，因為自己的性向而飽受同事排擠，直到某日提前下班返回租屋處時，正巧撞見男友和外遇女友幽會的場面，由於無法忍受男友的外遇女友出言譏笑他的外貌，最後在發狂的狀態下，使出罪之枝殺害對方，但也因此被男友唾棄，被押送至死囚樂園監禁。之後助川也因為這段經驗的影響，開始模仿男友的外遇女友的穿著風格，藉此掩飾自己真正的面貌。
已離開DW，之前正於其他監獄服刑，後來為了要消除原罪而又重新回到剝切燐一郎的根據地。服刑時頭髮被理成平頭，所以現在戴的是假髮。在漫畫版尾聲恢復平靜的生活後，重新將頭髮蓄長並配戴尖框眼鏡（髮型由平頭變為流線型的短髮），當上劇團的導演，負責指導劇團演員演出名為《罪之枝》的舞台劇。
頂 和哉
「DEADMAN WONDER LAND」的死囚。23歲，嘴巴有著四組交叉縫線，頭髮綁成圓髮髻，身材圓胖的男性。代號不明，罪之枝不明，但被稱為阿團。幾乎什麼都吃，包括金屬，唯獨吃了小白的料理之後會中毒。
入獄前似乎是雜技師。
已離開DW，目前正於其他監獄服刑，然而警方人員仍對其什麼都吃的習性傷透腦筋。在漫畫版尾聲打破吉尼斯記錄，成為新任大胃王記錄保持者。
火多良 懷
D.W的G棟死囚，77歲，入獄編號946，男性，代號「ANDEAN CONDER・安地斯神鷹」，罪之枝為「CONDOR CANDLE・禿鷹・蠟燭」。很高的老人，梳著醒目的白色雷鬼頭，左眼有道傷疤，帶著眼罩和耳機。被大家稱作希特勒老頭，聽說已經有32年沒睡覺過。是G棟已知最為年長的死囚。
罪之枝名稱「禿鷹・蠟燭」，能力是將血液引燃，可以隨時隨地燃燒，甚至連冰塊也能燃燒殆盡。經常在語尾加上：「我女兒是這麼說的」（・・・と我が娘は言っている）。
入獄前是教師，妻子在產下女兒沒多久，便耗盡體力而撒手人寰。女兒火多良真紀是名藝人，因為東京大地震時造成的火災而毀容，加上父親的冷漠而厭世自焚。火多良的左眼是被她的女兒用叉子刺瞎的。女兒的死，讓他感到相當愧疚。
之前已出獄隱居，後來為了要消除原罪而又重新回到剝切燐一郎的根據地。在漫畫版尾聲恢復平靜的生活後，重返教師的崗位，持續在校園裡授課。
劍峰 凪（聲：小野大輔）
「DEADMAN WONDER LAND」的死囚。男性。代號「OWL・貓頭鷹」。罪之枝名稱是「OWL EYES・貓頭鷹眼球」，可以令血液成懸浮球狀引爆。
反死囚樂園組織「自由之鎖」的創辦者，利用駭客系統將鷹見水名月的惋惜秀的吃角子老虎出現「頭髮」。外表是個留著波浪般的微捲短髮，頸部有條縫合的傷疤，時常穿戴圍巾和風衣，神情冷靜的中年男子。經常在對話期間藉著天氣的變化，隱喻自己的心情和當前局勢的變化。嘴裡的幾枚假牙附著迷你通訊器。在唐子出手擊暈丸太，將其帶進組織根據地後，拉攏丸太進入組織內。
以前因為在死屍祭中顧及愛妻有孕在身，因而故意輸給對方，而在惋惜秀中失去聲帶，現在是靠機械聲帶發聲。但玉木說了：「我不許有人在遊戲中作弊。」然後派弦角殺了他的妻子，之後對弦角懷恨在心，甚至發狂殘殺弦角的十二名部下，將他們的軀體撕扯到面目全非。
凪曾於和丸太的會談間，聲稱和死去的妻子育有一名孩子，並期盼重獲自由後，能夠再次抱著自己的孩子。但後來被弦角喚起失去妻兒的記憶後，才對唐子透漏，由於妻子是被弦角開腸剖腹殘殺致死，所以他未出生的孩子已於當時死去，並且被玉木作為惋惜秀的標本。
於對抗橙火花的時候遭對手斬斷前段左臂，被弦角囚禁後遭對手喚起失去妻兒的慘痛記憶而再次發狂，後由於丸太的出現才使其再次冷靜下來，最終與弦角對峙時使用自爆一起死亡。臨終前將身上的「糖果」交給丸太，便帶著滿足的笑容離開人世。
輿緒 唐子（聲：伊東久美子）
「DEADMAN WONDER LAND」的死囚。女性。代號是「COCKFIGHTING・鬥雞」。罪之枝為「GAME FOWL'S FRANKENSTEINER」，能力是將血液硬化得比金屬堅硬，且不受其它化學物質影響。當硬化的血液覆蓋在四肢前端的時候，甚至還能進一步提升攻擊的威力。
「自由之鎖」中的副隊長，留著銀色的短髮，褐色肌膚，胸前配戴著附有鈴鐺的項鍊，經常穿著露腹的衣裝和半長褲，說話帶有關西腔，自認為是「日本美女」，被水名月謔稱「肌肉老太婆」。非常愛慕劍峰 凪，即使知道他有瘋狂的性格後也不為所動。以前一遇見千地清正就會開打，曾和他成為G棟最出名的人物。入獄前似乎是護理人員。
目擊劍峰 凪為了對抗弦角犧牲後悲働不已，但還是成為「自由之鎖」中成功逃獄的人，並將另存的晶片交給行政長官，將玉木的非法行為公諸於世。D.W瓦解後，為了要消除原罪，幫助真紀奈親自聯絡丸太在內的前G棟居民，重新回到剝切燐一郎的根據地。在漫畫版尾聲恢復平靜的生活後，重新回到醫院擔任護理人員，並勉勵住院的病患應勇於面對討厭的事物。
六路 文堂（聲：福山潤）
「DEADMAN WONDER LAND」的死囚。自由之鎖的參謀，留著覆蓋額頭的短髮，性格冷淡，對丸太非常反感。
實際上是守墓者派來的間諜，在第一張晶片內安裝炸彈，準備炸死自由之鎖的人，但計畫被小白破壞了。
事情東窗事發後露出扭曲的本性。本來要將丸太處死，但後來被千地清正隨機亂入宣告失敗，後轉至其他監獄。
咲神斗都（聲：澤城美雪）
「DEADMAN WONDER LAND」的死囚。男性。代號「仿聲鳥」。罪之枝名稱是「愛的☆迷宮」，可以複製其他死囚的罪之枝。
「DEADMAN WONDER LAND」最強的人。留著淺綠短髮，衣襬邊綴著穿環的長垂飾，身上和小白一樣全身關節幾乎都有縫疤的少年。直接稱呼小白為原罪。據千地清正所言，他以前的個性更加狂暴。對原罪非常瞭解。在東京大地震裡失去了姊姊，對後來在G棟結識的密琦緣抱持著特殊的情誼，稱呼密琦緣為「姊姊」。他似乎是被排除在名單外的能力者。
實際上是「DEADMAN WONDER LAND」的所長 剝切 燐一郎透過記憶移植所產生的第三個身體替代品。
複製罪之枝的方法是經過食用能力者的血液，因此，未參加過懲罰秀的丸太，也就是罪之枝「丸太彈」還沒被複製過，而「丸太彈」就是令鵝媽媽系統停止運轉的「鑰匙」。正要把記憶移植到丸太身上時，被千地即時制止，遭後者重創而失去右邊的手臂及足部。最終在研究所裡被元G棟囚犯們和D.W特務獵兵隊聯手擊敗，還來不及逃出研究所，便遭倒塌的殘骸瓦礫活埋。
最後沒能達成為了一起死而做的約定:將緣大卸八塊。
密崎緣
原G棟的犯人，綁著兩束馬尾辮的體弱少女，被千地戲稱為「弱少女」，咲神斗都稱她為姊姊，罪之枝是將血液變成堅固的傘，藉此達到攻擊和防禦的效果。於東京大地震過後因一意尋死，被送至D.W，險遭兩名囚犯欺凌的時候被咲神所救，此後便和咲神成為互助的友人關係。因為對咲神性情大變一事感到困惑不解，為了調查幕後原因，遂在離開D.W一段時日後，隨同丸太等人再次踏進剝切 燐一郎的根據地，卻趁著丸太等人不注意時，暗地挪用醫藥物資幫助咲神進行治療（但是緣特別聲明她要治療的是咲神，而不是佔據後者身體的剝切），並且選擇幫助咲神擋下丸太等人對其發動的攻擊，最後死在咲神斗都的手上。
最後沒能達成為了一起死而做的約定:將斗都轟成蜂窩。
河本
配戴深色頭巾的男子，為自由之鎖的成員，罪之枝名稱不詳，能力為利用血液編出可讓人行走的網子。在利用罪之枝能力協助丸太等人脫逃的時候，因為網子承受不了一行人的重量，進而觸動附近的警報器，遭強酸液體澆蝕泰半的身軀，化為骨骸之際仍念著母親，之後被守備機械人輾過身體當場慘死。
阿宮
身穿深色短上衣的短髮女性，為自由之鎖的成員，罪之枝是射出血液形成的連鎖圈環攻擊對手。和其他自由之鎖的成員企圖脫逃時，被弦角以槍吉他掃射而重傷致死。事後被弦角切下頭部，將其插在錐子上示眾。
藤吉
罪之枝能力不詳，為自由之鎖的成員，和其他自由之鎖的成員企圖脫逃時，被弦角以槍吉他掃射而重傷致死。死後還被絃角切下頭部，將其插在錐子上示眾。
「信天翁」
本名和罪之枝能力不詳，於動畫第10集提及的禿頭老者，原本自由之鎖成員為了將D.W的真相公諸於世，提名他作為協助自由之鎖的人選，卻因為顧慮到其年事已高，轉而放棄邀請他的念頭。
「翠鳥」
本名和罪之枝能力不詳，於動畫第10集提及的G棟囚犯，據自由之鎖成員的描述，是位個性非常好的犯人，於先前執行戰敗者惋惜秀的時候死亡。
？
本名不詳，淺色短髮，配戴墨鏡，身著西裝的男子。罪之枝是利用血液形成的網狀物，牽制對手的行動。在離開D.W後，為了消滅原罪而重新回到剝切燐一郎的根據地。
？
本名不詳，身穿深色上衣的男性，為自由之鎖的成員，罪之枝是利用血液形成的爪子攻擊對手。和其他自由之鎖的成員企圖脫逃時，被弦角以槍吉他掃射而重傷致死。
？
本名不詳，頭戴淺色帽子的男性，為自由之鎖的成員，罪之枝是投射血液形成的矛攻擊對手。和其他自由之鎖的成員企圖脫逃時，被弦角以槍吉他掃射而重傷致死。
？
本名不詳，雙肩紋著刺青的男子，罪之枝是將血液凝聚於雙手，變成帶著尖刺的球狀攻擊對手。在D.W利用罪之枝能力者進行非法實驗的消息曝光後，被玉木捉來當成與贗人化的淺見決鬥的實驗品，結果被淺見注入毒液導致身體腫脹，最終因為承受不了劇烈的毒素，瞬間炸裂成血肉模糊的模樣兒當場慘死。

#### 守墓者
東弦角（聲：森川智之）
守墓者的隊長。自稱超級和尚，沒有眉毛，蓄著過頸短髮，身穿火焰圖紋的僧袍，胸前分別配戴鎖鏈掛牌、念珠及骷髏項鍊。武器是「飛行者－Ｖ」的電貝斯，拆開後內裝機槍，所以實際上是槍吉他。少年時期是寺廟裡的和尚，私底下時常被師兄們虐待，甚至毆打成重傷，但在東京大地震後就精神分裂成病態的殺人犯。在丸太和自由之鎖初步會談的時候，襲擊自由之鎖的眾成員，以壓倒性的攻勢壓制丸太，卻被忽然從天花板一躍而下的小白壓壞了「飛行者－V」，不得不提前撤退修復自己的槍吉他。據六路文堂表示，這還是頭一次見到弦角露出哭喪著臉的模樣。
令劍峰 凪發狂的元兇，對凪有著近乎病態的愛戀。與凪對峙時本來占上風，一度快殺死凪，最後被突然出現的丸太打亂步驟並分神，被凪逮到機會反將一軍。
橙 火花（聲：高森奈津美）
守墓者參段段長。小學二年級，綁著沖天長髮辮的小女生，武器是一隻巨大的蛇腹劍，自認是名「優秀的淑女」。自幼年時期便被母親施以肢體方面的虐待，幼稚園曾因為一個男同學掀她的裙子，就把他殺掉，並分屍埋在幼稚園的後花圃。母親則在事發後自縊身亡。關於知識、體能方面都已經超過小學二年級，且生性殘暴。偶爾在說話語尾加上「我母親是這樣教我的」，甚至還會將削下來的人肉吃進嘴裡。被凪評為「既可憐又下流，性格扭曲且精神腐敗的小女孩」。
與凪的決戰過程中，使用蛇腹劍將對手重創成傷，使其失去左臂，但也被凪利用「貓頭鷹眼球」引發的爆炸波及受傷。其後因為親眼目睹弦角被凪擊敗而失去戰意，在逃亡時遇到咲神並被殺死。
莫斯裡・我槌
守墓第二分局局長。外型就像熊一般巨大，母親是娼妓，因為害怕生下他會受外界批判，所以將他遺棄至熊出沒的山區，被母熊發現後撫養長大。之後山區就經常發生熊攻擊人的事件，抓到後發現是一個像野獸一樣的人類。
原本要把丸太殺死，結果才講幾句話就先被千地清正給四分五裂掉了。
品川 童黑
守墓第二分局副局長。外形像蛇一樣細長，手部的爪子相當銳利。先前殺害了數名女性，將她們的臉皮撕下、並用頭髮縫成一件衣服。
原本要把丸太殺死，結果才講幾句話就先被千地清正給四分五裂掉了。

#### 贗人甲部隊
圓 獅子丸
被玉木改造成贗人的犯人，留著長髮，經常身穿綴有毛邊的長衣褲，隨身攜帶獅子玩偶在身邊的膽怯青年，代號「獸心心中」。罪之枝名為「擁抱之爪」、「逆撫之爪」、「終結之顎」，能將血液變成鋒利的爪子或獅首攻擊對手，血液具備著可操控人類五感的神經毒。其父親於東京大地震發生時，為了保護他而喪生，此後便渴望成為猶如獅子般溫柔、堅強且具備勇氣的人，卻在成長過程中飽受他人的欺凌，逐漸產生了將心靈沒有受到扭曲的人當成「垃圾桶」，背負他人不幸的想法。對於敢對抗玉木的丸太抱持著欽佩的態度，但亦對自己的唯諾性情感到自責，因而在丸太被高島麗囚禁在實驗檯的期間，溜進房間讓丸太服下加進自身血液的水，藉此消除丸太身上的痛楚。當淺見和小白跟著丸太再次遇見獅子丸的時候，因為提及「丸太怎麼有兩個女朋友」的問題，加上丸太表示僅將兩人視為朋友的回答，令淺見和小白頓時不知如何是好。
但後來因為受到玉木洗腦的影響，迫使其不得不遵從命令殺害丸太，連帶讓試圖保護丸太的小白身受重傷短暫昏迷。不料這個舉動，反讓精神領域裡小白和「原罪」的人格互相調換，最後被丸太與小白聯手使出的大型丸太彈重創倒地，傷重身亡。
皇埋
贗人甲部隊的一點紅，戴著寬邊帽，身穿蝴蝶般的洋裝，手持洋傘的長髮女性。自視甚高，將死囚們視為汙穢醜陋的生物，倘若別人無視她的話，還會變得相當惱怒。代號為「七色蝴蝶」。罪之枝能力幾乎都是以法語命名，招式名稱是「羽翼之霧」、「夢幻口紅」、「憂鬱痛楚」、「黑色雨滴」。能力是將血液變成蝴蝶般的形狀，可變成迴旋飛刀攻擊對手，亦能讓自己在空中短暫地飛行，被她的血液接觸到的對象，將會陷入強烈的幻覺並互相殘殺。
與贗人甲部隊的其他成員試圖阻撓丸太、淺見、小白，後轉而和水名月與搞笑助川展開決戰，並一度利用自己的罪之枝令兩人互相殘殺，但由於水名月及時脫離幻覺，用腳踹中搞笑助川的重要部位使其清醒的緣故，令幻覺能力因此失效，最終被水名月與搞笑助川利用合體技「愛之皮鞭」掃擊面部而敗，還被兩人吐槽她敗北的模樣實在難堪至極。
圓川一與壹
贗人甲部隊個頭最矮小的成員，頭戴圓帽，手邊總是拿著棒棒糖的男孩，但實際上是對年齡超過30歲的雙胞胎。代號為「雙輪無雙」。過去曾經藉著假裝哭泣，引來好心的民眾施捨飯菜給他們充飢，豈料兩人不但沒有感謝給予他們飯菜的對象，甚至還在吃飽喝足後，為了消遣而動手殺害對方。罪之枝能力為「雙輪無雙」，可將血液變成車輪狀的繩索攻擊對手，當兩人聯手發動攻擊的時候，甚至還能使用合體技「雙輪無雙·調和」強化罪之枝的威力。
與贗人甲部隊的其他成員試圖阻撓丸太、淺見、小白，後轉而和火多良懷展開決戰，雖然兩人在戰鬥期間一度壓制火多良，還趁機取走他的耳機，卻反讓火多良回憶起女兒自焚的過去，最後被火多良施展「禿鷹·蠟燭」釋放的烈焰活活燒死。
曉雷
贗人甲部隊的隊長，戴著半透明面罩 留著兩旁剃掉，但中間綁成馬尾的長髮，僅穿著護臂和長褲的男子。代號為「亂離亂身」。認為世間就是由一連串的賭博和選擇所構成的結果。過去是東京大地震發生後的倖存者之一，因為對千地清正所屬的警方試圖維持秩序並阻止掠奪暴動的作為感到不滿，率領幾位與他有著相同想法的夥伴，殘忍地殺害千地的同僚。罪之枝名稱為「恆河沙」、「阿僧祉」、「那由他」，可將血液變成蠍尾攻擊對手，亦能藉著將蠍尾般的毒針刺進身體，進而強化肉體的威力。
與贗人甲部隊的其他成員試圖阻撓丸太、淺見、小白，後轉而和千地展開決戰，道出當年殺害其同僚的真相，更一度讓千地陷入苦戰，最後被千地使用極致強化的血液巨鐮瞬間劈成兩半。

#### 其他罪犯
鷹見 羊（聲：梶裕貴）
鷹見 水名月的哥哥，玉木創辦人僱用他來監視「啄木鳥」。有強烈戀妹傾向。表面上看起來和善，其實心裡策劃了許多鬼點子。初期是唯一知道丸太冤獄的罪犯。丸太踏進DW的當天，羊因為推著裝滿貨物的手推車撞到丸太，被真紀奈發現其竊取之物資的行為，遭後者持軍刀砍傷胸膛和腹部。以前很討厭丸太以及他那種天真的個性，發生某事之後卻和他成為了朋友。
自願進來DW是為了賺取CP以減少寶貝妹妹的刑期（其儲值卡內曾經累積到九千萬CP的額度），但後來知道G棟的人是不算在CP可買到的範圍內後，開始怨恨玉木並開始幫助丸太。
親眼看到失控的小白用不尋常的方式虐殺警衛室的人，在那之後對她感到非常害怕。
在淺見死亡後，開始幫忙照顧兼養育她的犰狳並隨身攜帶。
之前已出獄，並時常去監獄探望水名月。為了消除原罪而重新回到剝切燐一郎的根據地。在漫畫版尾聲恢復平靜的生活後，和水名月同住，並藉著買賣股票賺取金錢。
御堂 淺見
丸太進入DW後認識的女生，入獄前似乎是暴走族。有強烈的正義感，入獄後個性似乎變的婉轉許多。於漫畫第六冊再次出現。
似乎從以前就缺乏父母管教，最後為了令朋友脫罪，而導致自己入獄。在監獄中救了一隻三帶犰狳 金助，之後就一直帶著牠。
被玉木做成「贗人」，原本是失控的狀態，但被丸太救回來了，也成功戒除「面具」。
對丸太似乎有好感，也喜歡小白這個朋友，但卻目擊了小白變回原罪，為了不讓原罪接觸丸太，隻身抵抗對方的攻勢，但突然被咲神斗都(剝切燐一郎)使用烏鴉的罪之枝砍下頭顱。
淺見身故後，其頭顱被原罪拿至丸太面前示眾，金助則被鷹見羊代為收養。
（動畫把她刪除了，即使她是第六冊的封面人物，且對故事有一定的影響度）
高頭寺 一政
DW裡人見人怕的壞痞子，時常仗勢欺凌比他還要弱小的犯人，在食堂和淺見發生衝突，甚至直接用腳踩向對方的手臂，因在犯人表演秀中違規，目前正在特別監獄中服刑。
動畫將他設定為跆拳道選手，在表演秀最後死亡。
老張
DW裡的犯人，時常會以收取CP的代價向人提供情報，但據羊所說，其販賣的情報多半是假的。曾接受羊的委託，調查水名月的下落。

### D.W特務獵兵隊
由原先的D.W看守長真紀奈親自組建，以阻止玉木常長的暴行，負責管理犯人為目標的組織。原先真紀奈為了看守員的後續打算，在解散D.W看守隊時，還特地為看守隊員準備證明清白的文件、退休金及推薦信，但由於看守隊多數成員皆到真紀奈的作為感動，反而自願加進特務獵兵隊，使得原先僅有四名成員的特務獵兵隊頓時增加到幾十人的規模。
真紀奈
回向 河童
真紀奈還在自衛隊時期的同事，留著微翹的黃短髮（腦勺以下則是黑色），下顎蓄著少許鬍鬚，時常穿著花襯衫的男子。表面上是名看似吊兒啷噹，喜歡可愛女孩的記者，事實上一直都在協助真紀奈暗中進行調查工作。在玉木開始利用贗人獵殺死囚的時候，拿著自由之鎖的武器，委託某位大學教授幫忙打造特製的軍刀交與真紀奈。為了擊敗原罪，陪同真紀奈和元G棟囚犯踏進剝切燐一郎的根據地，並且在研究所倒塌時成功地逃離現場。
炸彈
真紀奈還在自衛隊時期的同事，左眼有片傷疤，綁著馬尾，神情冷靜的男子。擅長製造炸藥，被我縞吐槽經常冷不防做出爆炸性的發言。為了擊敗原罪，陪同真紀奈和元G棟囚犯踏進剝切燐一郎的根據地，並且在研究所倒塌時成功地逃離現場。
我縞寅壹
真紀奈還在自衛隊時期的同事，留著形如火焰般的頭髮，雙顴骨和手臂紋著斑紋狀的刺青，性情好戰的男子。擅長近身肉搏，左腿為改造成附有機槍的金屬義肢，武器是隨身攜帶的飛刀和手槍。被炸彈評為「除了吹牛以外，仍可以好好利用的小鬼」  。為了擊敗原罪，陪同真紀奈和元G棟囚犯踏進剝切燐一郎的根據地，並且在研究所倒塌時成功地逃離現場。
春日今日子
經常隨侍在真紀奈身邊的看守員。留著淺黃短髮，配戴眼鏡的少女。雖處事經驗不如真紀奈，卻相當崇拜真紀奈並忠於對方的命令。當真紀奈宣布解散D.W看守隊全員的時候，便立即辭去看守員的職務加進特務獵兵隊。在特務獵兵隊裡主要負責分析情報資料。為了擊敗原罪，陪同真紀奈和元G棟囚犯踏進剝切燐一郎的根據地，並且在研究所倒塌時成功地逃離現場。

### 其他角色
五十嵐 空江
丸太的母親，綁著黑色髮辮的和藹女子，是剝切燐一郎的下屬。劇情開始的15年前，空江任職於國立醫療防治中心，進行人體實驗的工作，導致每年超過22名實驗者死於其殘酷的實驗過程。原本僅是為了進行人體實驗，才欲藉著受孕產下胎兒做為實驗對象，但在丸太誕生後反對其產生惻隱之心，轉而將尚在襁褓中的小白帶進研究所，代替丸太成為實驗對象。
當年幼的小白和丸太住進入研究所後，空江一方面負責照顧小白和丸太，另一方面卻為了研究提升人體免疫機能的方法，對小白進行慘無人道的人體實驗，以至於後者的意識裡創造出「原罪」的人格，迫使剝切燐一郎為了封印原罪，於研究所遺址建立了D.W，之後空江藉著從小白（原罪）身體取得的血肉組織，發明「鵝媽媽催眠系統」，藉此抑制原罪的精神使其不再出現。在小白與丸太還小的時候，經常用鋼琴彈著「啄木鳥之歌」給兩人聽。後來空江在10年前遭遇東京大地震（原罪尋死所引起的）的時候因為手上拿著研發出來的結晶而存活，但對小白很愧疚舉槍自盡，其生前經常彈奏的那台鋼琴亦在這場災難裡遭到損毀，並於事後被重新修補，安置於研究所剝切燐一郎所在的房間裡。
喜多野 昭
五十嵐空江的昔日同僚，大班啄木鳥組的成員。
舞藏
五十嵐空江的昔日同僚，負責檢體管理的燕子組成員。
村上 隆
五十嵐空江的昔日同僚，負責製作人工細菌的歐夜鷹組成員。
館 高次
五十嵐空江的昔日同僚，負責研究病毒傳染性的天鵝組成員。
武
搞笑助川的前男友，稱呼助川為「阿優」，實際上僅是看中助川的錢財，才接受對方的包養。在勾搭外遇女友在租屋處裡幽會的時候，卻被返家的助川撞見兩人幽會的場面。後因為目擊助川發狂殺害外遇女友的場面，因而當場情緒失控，從此和助川斷絕來往，下落不明。
火多良由紀
火多良懷的女兒，還在世的時候是名藝人，後因為東京大地震引起的火災被毀容，加上對父親冷漠的態度極為不滿，憤而叉瞎父親的左眼，點燃香菸與汽油自焚身亡。
土門、新堂、桃井、菅
千地清正擔任警官時的同事，於東京大地震的災後時期，遭曉雷為首的不良分子殘忍殺害，使得千地為此在右眉紋上代表四人姓名縮寫的「DSMK」的字樣，作為紀念昔日同僚的標誌。
美美（聲：高本めぐみ）
丸太的青梅竹馬兼同班同學，留著齊瀏海長髮的開朗女孩，於故事開頭和丸太等人討論休學旅行的計畫，後來在原罪襲擊丸太班級的時候，遭原罪切斷頭部致死。
山勝（聲：梶川翔平)
丸太的青梅竹馬兼同班同學，喜歡踢足球的少年，戲稱個頭矮小的丸太為「矮樹樁子」，於故事開頭和丸太等人討論休學旅行的計畫，後來在原罪襲擊丸太班級的時候，遭原罪殘殺身亡。
青陽上校
和玉木常長相互勾結，進行不法勾當的軍官。在D.W解散後，迫於真紀奈的威脅，提供高等軍用潛水艇讓D.W特務獵兵隊和丸太等人再次潛入剝切燐一郎的根據地。

## 名詞
| 用語                     | 說明 |
| ------------------------ | --- |
| 死囚樂園（）             | 簡稱D.W.。又名監獄遊樂園。日本唯一民營化的監獄收容所，裡面全部都是罪犯。也因為真實的死亡表演引來大量觀光客。雖然是主題樂園，但還是以刑部為主要系統。裡面共分成七棟大樓，從A棟到F棟和中央主管室，另外的G棟是屬於秘密樓層，在中央主管室的地下，不只地圖未記載，對外也是不知道的。 |
| 東京大地震（）           | 十年前發生的大地震，使東京百分之七十沉入大海。某天原罪對空江說了我想尋死，在幾天後的實驗中胡亂使用能力，空江為了勸阻原罪說了過度使用力量會導致身體無法復原，原罪聽到之後更想使出全力來讓自己邁入死亡，而其結果就是造成東京大地震。死囚樂園就是為了復興東京所建的。 |
| CAST POINT（）           | 就是監獄裡的錢，簡稱CP，1CP=1日圓，每位犯人剛入獄的時候，都會取得基本額度的CP，以便於在監獄裡的各個設施消費。沒有CP的犯人，在前往食堂分配食物的時候，僅能分配到極微小塊且難以入口的乾糧。有CP甚至菸、酒等嗜好品都能買到，更聽說可以買下剩下的刑期，唯獨G棟的犯人無法利用CP購買刑期。CP是以儲值卡的方式交易。 |
| 糖果（）                 | 死刑犯的頸圈會不斷注射毒素，「糖果」就是用來延長死期的解毒劑，每三天要吃一次，否則就是DEAD（執行死刑）。可用CP來購買，糖果型解毒劑在商店裡販售，每顆十萬CP。從丸太服用「糖果」的過程，可得知其味道相當地苦[9]。 |
| 犯人表演秀               | 是一種利用犯人賺錢，和娛樂大眾的競賽。犯人報名後參加，優勝可得到CP，觀眾也能夠用賽馬的方式贏錢。參加者不一定要死刑犯。倘若參賽的犯人於競賽過程做出犯規的舉動，將會面臨遭看守長當場處決，或是被囚禁至特殊牢房的處分。但由於玉木顧及現場可能會有人權團體於現場觀賽，因此那些在競賽期間意外致死的案例，都會對外誆稱是演戲效果。 |
| 死囚（）                 | 罪之枝能力者的總稱。東京大地震後，有些人得到了能夠操控血液超能力，這種能力簡稱「罪之枝」。而那些會病發的人幾乎被收容於死囚樂園的中央秘密內部－G棟。 |
| 罪之枝（）               | 一種能操縱血液的能力，能力來自於感染體內的一種紅色鑽石，但更準確來說它是一種膠囊，一種機械蠕蟲的聚合體。使用罪之枝的條件就是要流血。 |
| 死屍祭（）               | 死囚樂園最著名的表演，讓死囚進行一對一的打鬥，只要一方無法戰鬥或死亡就是另一方獲勝，優勝者可獲的一百萬CP和「糖果」，而輸的一方必須強制參加「戰敗者的惋惜秀」。 |
| 戰敗者惋惜秀             | 戰敗者的懲罰遊戲。戰敗者會被固定在手術專用的座椅上，執行惋惜秀的醫師（高島麗）會用吃角子老虎機，選擇戰敗者要獻上的身體部位，提供研究者進行研究與實驗，並依據摘取部位的不同，決定是否在摘取器官的過程注射麻藥，所以不乏戰敗者在執行惋惜秀的過程裡死亡的案例。於此同時，位於G棟的其他對象可以透過影像直播，觀看戰敗者被取走身體器官的經過。但由於自由之鎖運用駭客系統的緣故，使得水名月執行戰敗者惋惜秀時，出現了原先沒有的「頭髮」的選項[4]。                                                |
| 王牌超人（）             | 丸太與小白小時候崇拜的動畫英雄人物。 |
| 自由之鎖（）             | 劍峰凪帶領的一個反體制組織。目的是帶領死囚逃出並摧毀死囚樂園。成功逃獄後的成員亦協助DW特務獵兵製作武器及「酸化促進劑」。 |
| 守墓者（）               | 是由一群無法矯正的重大罪犯中揀選出來，並以「更生」計畫存在的一個特殊團體。他們的工作就是負責鎮壓暴動的死囚，保護玉木。他們的武器上都塗有「酸化促進劑」。 |
| 酸化促進劑 Wormeater（） | 通稱殺蟲劑，功能是使機械蠕蟲急速癱瘓，是一種會令死囚的罪之枝血液急速酸化的液體，令罪之枝無效變成普通的血液。被酸化的只有使出罪之枝的部份。 |
| 贗人（）                 | 人造罪之枝能力者的總稱。是一群經過玉木篩選出的犯人經實驗後的「偽」技能者。必須依靠「面具」，否則就會像是染上毒癮一般無法克制（因為面具會接收研究室散發出的電子訊息，變成一種強力的催眠裝置，也就是「毒品」），能力是從手背上的巨蛇將毒素注入罪之枝能力者體內，注射後數秒後會傳至全身，最後血肉模糊地自爆。其中分成甲、乙、丙三小隊，功能和守墓者一樣保護玉木長常。 |
| 甲部隊                   | 能夠自發性的將「毒」特化的一群人。他們不需要面具，而是用插在臉上類的釘狀物接收訊息（毒）。罪之枝也和乙、丙部隊的贗人不一樣（因為獨自進化的關係）。已知成員有曉雷、皇埋、三川一和圓 獅子頭。 |
| DW特務獵兵隊（）         | 由真紀奈組織成的反玉木組織，大多數的成員為真紀奈的屬下，也就是警察。 |
| 鵝媽媽催眠系統           | 丸太的母親 五十嵐空江於多年前為了壓制「原罪」的精神，特地發明的催眠系統，分為裝著「原罪」身體部分的「發聲箱」，以及形狀猶如卵狀的系統中心。只要鵝媽媽催眠系統還開啟著，便能讓原罪的人格陷入沉睡狀態。然而出於不明理由，後來的鵝媽媽系統已經無法完全抑制「原罪」的人格。故事後段確認，鵝媽媽系統並非壓制「原罪」的精神的裝置，而是單純封印「原罪」的力量，避免小白過度使用力量導致受傷無法及時復原的裝置。記載原罪誕生與鵝媽媽催眠系統發明經過的筆記，被空江藏在於東京大地震損毀的舊鋼琴裡。 |
| 啄木鳥之歌               | 五十嵐空江於丸太和小白幼年時期，親自創作給小白的歌曲。 |

## 單行本
| 卷數 | 角川書店                     | 角川書店                                                          | 台灣角川       | 台灣角川               | 裏封       |
| 卷數 | 發行日期                     | ISBN                                                              | 發行日期       | ISBN                   | 裏封       |
| ---- | ---------------------------- | ----------------------------------------------------------------- | -------------- | ---------------------- | ---------- |
| 1    | 2007年2月9日                 | ISBN 978-4-04-713974-9                                            | 2008年11月1日  | ISBN 978-986-174-895-5 | 五十嵐丸太 |
| 2    | 2007年12月6日                | ISBN 978-4-04-715014-0                                            | 2009年5月2日   | ISBN 978-986-237-070-4 | 千地清正   |
| 3    | 2008年5月26日                | ISBN 978-4-04-715065-2                                            | 2009年9月15日  | ISBN 978-986-237-281-4 | 御堂淺見   |
| 4    | 2008年10月25日               | ISBN 978-4-04-715126-0                                            | 2009年12月25日 | ISBN 978-986-237-420-7 | 興緒唐子   |
| 5    | 2009年4月25日                | ISBN 978-4-04-715207-6                                            | 2010年2月6日   | ISBN 978-986-237-530-3 | 助川優     |
| 6    | 2009年8月26日                | ISBN 978-4-04-715279-3                                            | 2010年5月13日  | ISBN 978-986-237-671-3 | 火多良懷   |
| 7    | 2010年1月26日                | ISBN 978-4-04-715365-3                                            | 2010年8月1日   | ISBN 978-986-237-804-5 | 頂和哉     |
| 8    | 2010年8月26日                | ISBN 978-4-04-715506-0                                            | 2010年12月29日 | ISBN 978-986-237-983-7 | 鷹見羊     |
| 9    | 2011年3月26日                | ISBN 978-4-04-715652-4                                            | 2011年10月15日 | ISBN 978-986-287-361-8 | 咲神斗都   |
| 10   | 2011年5月26日                | ISBN 978-4-04-715699-9                                            | 2011年11月29日 | ISBN 978-986-287-458-5 | 小白       |
| 11   | 2011年10月26日 2011年10月6日 | ISBN 978-4-04-715802-3（通常版） ISBN 978-4-04-715710-1（限定版） | 2012年4月21日  | ISBN 978-986-287-684-8 |            |
| 12   | 2013年5月25日                | ISBN 978-4-04-120730-7                                            | 2014年1月8日   | ISBN 978-986-325-761-5 |            |
| 13   | 2013年8月21日                | ISBN 978-4-04-120777-2                                            | 2014年6月6日   | ISBN 978-986-366-023-1 |            |

- 備註：台灣角川將單行本除第七冊外，其餘單行本均列為限制級。

## 電視動畫
電視動畫於2011年4月16日由神奈川電視台（星期六）25:00深夜放送。2011年10月8日與單行本第11集一起推出OVA，以入獄前還在當警員的千地清正為故事主角。

### 製作人员
- 原作 ：片岡人生、近藤一馬（角川書店／月刊少年ACE連載・角川COMIC ACE刊）
- 監督 ：初見浩一
- 系列構成・腳本 ： むとうやすゆき（「戰國BASARA」系列、「機動戰士高達UC」、「甲賀忍法帖」）
- 人物設計： 山田正樹 （「戰鬥司書」、「道子與哈金」協力、「EX MACHINA 蘋果核戰記」）
- 機械設定：柳瀨敬之
- 道具設定：新妻大輔
- 效果設計：有田周平
- 美術監督：渡邊三千惠
- 色彩設計：齋藤裕子
- 攝影監督：葛山剛士
- 編輯：阪本久美子
- 音樂：NARASAKI
- 音響監督：岩浪美和
- 動畫製作：Manglobe曾经作品（「混沌武士」、「死亡代理人」、「聖劍之刀鍛冶」、「只有神知道的世界」）
- 製作：DEADMAN WONDERLAND G棟

### 主題曲
片頭曲「One Reason」
主唱：fade
片尾曲「SHINY SHINY」
作詞・作曲 ：岩田アッチュ
主唱：NIRGILIS
CD發售日：2011年4月27日
插入曲「子守唄」（第1話）
作詞：片岡人生、近藤一馬
作曲・編曲：NARASAKI
歌：小白（花澤香菜）

### 各集標題
| 話數 | 副標題 | 中文標題      | 腳本           | 分鏡              | 演出                | 作畫監督                                                                                |
| ---- | ------ | ------------- | -------------- | ----------------- | ------------------- | --------------------------------------------------------------------------------------- |
| #01  |        | 死刑犯        | むとうやすゆき | 初見浩一          | 木村隆一            | 小島大和                                                                                |
| #02  |        | 解毒劑 -糖果- | むとうやすゆき | 横山彰利          | 五十嵐紫樟          | 松井啓一郎                                                                              |
| #03  | G棟    | G棟           | むとうやすゆき | 横山彰利          | 下司泰弘            | 日向正樹                                                                                |
| #04  |        | Crow・烏鴉    | むとうやすゆき | 金宮サチ子        | 太田知章            | 白承燦                                                                                  |
| #05  |        | 死屍祭        | むとうやすゆき | さとう陽          | さとう陽            | 古川良太 小磯由佳 青井小夜 さとう陽                                                     |
| #06  |        | 蜂鳥          | むとうやすゆき | 青井小夜          | 青井小夜            | サトウミチオ 松本昌子 山本翔                                                            |
| #07  |        | 原罪          | むとうやすゆき | 横山彰利          | 神保昌登            | 北山修一 岩田幸大                                                                       |
| #08  |        | 自由之鎖      | むとうやすゆき | 望月智充          | 五十嵐紫樟          | 松井啓一郎 小磯由佳 高柳久美子                                                          |
| #09  |        | 酸化促進劑    | むとうやすゆき | 木村隆一          | 木村隆一            | さとう陽 青井小夜 山本翔                                                                |
| #10  |        | 守墓人        | むとうやすゆき | 加瀬充子          | 下司泰弘            | 日向正樹                                                                                |
| #11  |        | 絕望的GIG     | むとうやすゆき | 横山彰利          | 横山彰利            | 古川良太 サトウミチオ 田中宏紀                                                          |
| #12  |        | 救濟          | むとうやすゆき | 加瀨充子 初見浩一 | 五十嵐紫樟 初見浩一 | 小磯由佳、有田周平 松尾亜希子、高柳久美子 山田正樹（總作畫監督） 小島大和（總作畫監督） |
| OVA  |        | 赤刀使        | 山田靖智       | 山崎浩司          | 山崎浩司            | 小磯由佳、有田周平 沓澤洋子、山本翔 山田正樹（總作畫監督）                              |

## 播放电视台
日本深夜動畫：下文記載的日本国内播放時間使用日本標準時間（UTC+9）表示。因為部分時間标识會採用30小时制，因此請留意这类超过24:00的时间，其實際播放時間為翌日清晨。
| 播放地區 | 播放電視台   | 播放日期              | 播放时间（UTC+9）          | 备注 |
| -------- | ------------ | --------------------- | -------------------------- | ---- |
| 神奈川   | 神奈川電視台 | 2011年4月16日- 7月2日 | 星期六 25時00分 - 25時30分 |      |
| 岐阜     | 岐阜放送     | 2011年4月16日 -7月3日 | 星期六 26時30分 - 27時00分 |      |
| 九州     | TVQ          | 2011年4月17日 -7月4日 | 星期日 26時30分 - 27時00分 |      |
| 東京     | 東京MX電視台 | 2011年4月19日 -       | 星期二 26時30分 - 27時00分 |      |
| 三重     | 三重電視台   | 2011年4月20日 -       | 星期三 26時50分 - 27時20分 |      |
| 千葉     | 千葉電視台   | 2011年4月21日 -       | 星期四 25時30分 - 26時00分 |      |
| 日本全國 | BS           | 2011年4月22日 -       | 星期五 27時00分 - 27時30分 |      |

## 外部連結
- （日語）少年Ace角川書店官網 Archive.today的存檔，存档日期2004-04-01
- （日語）Deadman Wonderland PPV官方HP
- （日語）亡靈幻境 (死囚樂園) ANIMATION OFFICIAL SITE動畫官網